# 二八台农场
二八台农场，是中华人民共和国新疆维吾尔自治区阿克苏地区库车市下辖的一个类似乡级单位。

## 行政区划
二八台农场下辖以下地区：
虚拟二八台农场村。